# Elements of Life
Tiesto 4. nagylemeze 2007 tavaszán jelent meg, amely a 4 földi elem, a tűz, a víz, a föld, és a levegő köré épül. Az album az Elements of life címet kapta.
Az albumon közreműködik: Vida Márk, Elischer Márk, Maxi Jazz (a Faithless énekese), vagy épp Christian Burns.

## Dalok listája
1. Ten Seconds Before Sunrise
2. Everything
3. Do You Feel Me
4. Carpe Noctum
5. Driving To Heaven
6. Sweet Things
7. Bright Morningstar
8. Break My Fall
9. In The Dark
10. Dance4Life
11. Elements of Life

## Külső hivatkozások
- TIËSTO: Elements of Life